# Zmarli w roku 1797
Lista osób zmarłych w 1797:

## marzec 1797
- 26 marca – James Hutton, szkocki geolog, główny przedstawiciel plutonizmu[1]

## maj 1797
- 27 maja – François Noël Babeuf, radykalny polityk francuski z okresu rewolucji francuskiej[2]

## czerwiec 1797
- 15 czerwca – Franciszek Bukaty, polski dyplomata, minister pełnomocny Rzeczypospolitej w Królestwie Wielkiej Brytanii[3]

## lipiec 1797
- 9 lipca – Edmund Burke, brytyjski polityk i filozof, twórca konswrwatyzmu[4]

## wrzesień 1797
- 10 września – Mary Wollstonecraft, angielska pisarka i publicystka, prekursorka feminizmuu[5]

## listopada 1797
- 16 listopada - Fryderyk Wilhelm II, król Prus od 1786[6]

- data dzienna nieznana: 
  - Cyprian Aleksy Rokossowski, konsyliarz konfederacji targowickiej[7]